# Hamilton (musical)
Hamilton is een Amerikaanse musical die bedacht en geschreven werd door Lin-Manuel Miranda. De voorstelling is gebaseerd op de biografie Alexander Hamilton (2004) van auteur Ron Chernow. De musical vertelt het levensverhaal van de Amerikaanse politicus Alexander Hamilton aan de hand van rapmuziek. In 2016 werd de musical bekroond met een Pulitzerprijs, in 2018 met Kennedy Center Honors. In 2020 verscheen de film van de musical. De musical geldt als de meest unieke combinatie ooit van Amerikaanse geschiedenis (het ontstaan van de Verenigde Staten als onafhankelijke natie) met hiphop-muziek.

## Achtergrond

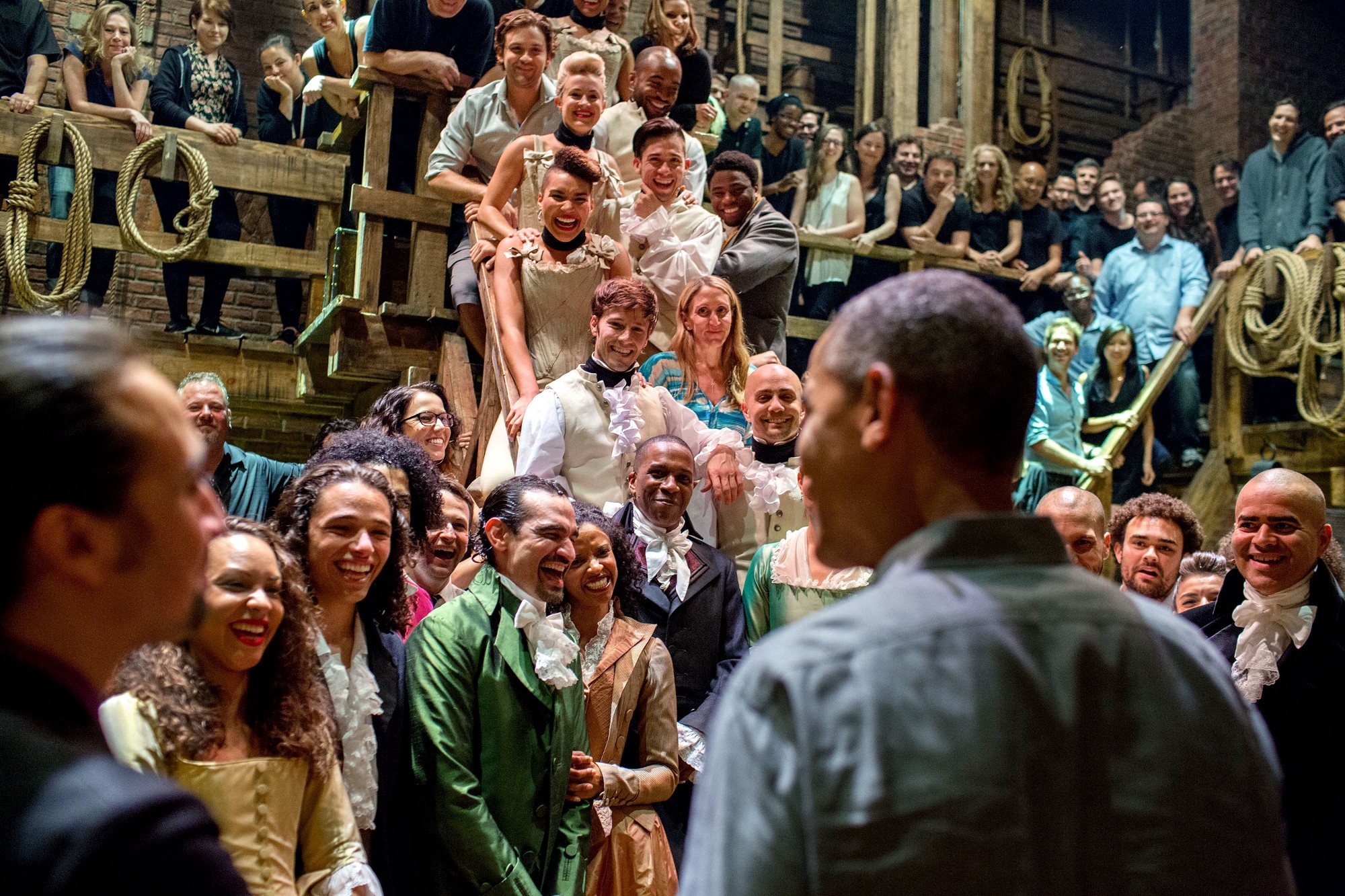
President Barack Obama groet de cast van Hamilton (juli 2015).

Lin-Manuel Miranda las tijdens een vakantieperiode een biografie over het leven van Amerikaans politicus Alexander Hamilton en onderzocht vervolgens of er al ooit een musical over Hamilton was gemaakt. In 1917 werd de Broadway-musical Hamilton opgevoerd met de Engelse acteur George Arliss in de hoofdrol. Na die ontdekking begon Miranda onder de titel The Hamilton Mixtape met het schrijven van rapnummers voor de musical. Het openingsnummer van de musical rapte hij op 12 mei 2009 tijdens de "Avond van poëzie, muziek en het gesproken woord" in het Witte Huis. In het daaropvolgende jaar werkte hij aan het nummer "My Shot".
In februari 2015 ging de musical off-Broadway in première. De show was meteen uitverkocht. Op 6 augustus 2015 volgde de Broadway-première in het Richard Rodgers Theatre. De theateruitvoering is in 2020 verfilmd en uitgebracht door Disney. De musical wordt ook uitgevoerd in Londen.
De off-broadway-voorstelling won in 2015 zeven Drama Desk Awards. De film kon niet genomineerd worden voor Oscars, wel voor Emmy's. Ze kreeg in 2021 12 nominaties en won er twee.

## Verhaal

### EersteAkte
Alexander Hamilton groeit als weeskind op op de Caraïben. Op zijn zeventiende wordt zijn dorp vernietigd door een orkaan. Hij schrijft een essay over de orkaan. Zijn dorp is onder de indruk. Ze besluiten geld in te zamelen zodat Hamilton in Amerika kan studeren.
In 1776 zoekt Hamilton contact op met Aaron Burr om te weten te komen hoe die erin geslaagd is om in twee jaar af te studeren. Burr is onder de indruk van Hamiltons passie en neiging om veel te praten, maar raadt hem aan om minder te spreken en meer te glimlachen. Hamilton sluit zich vervolgens aan bij drie revolutionairen: de abolitionist John Laurens, de flamboyante Marquis de La Fayette en Hercules Mulligan, de leerjongen van de kleermaker. Ondertussen wandelen de rijke Schuyler-zussen Angelica, Eliza en Peggy door de straten van New York. De oudste zus, Angelica, is op zoek naar iemand die haar intellectueel kan bekampen.
Een Britse loyalist preekt tegen de revolutie, maar Hamilton lacht zijn verklaringen weg. Dan arriveert er een boodschap van koning George III, die de kolonisten duidelijk maakt dat hij bereid is om te vechten voor hun liefde.
De revolutie komt eraan en Hamilton en Burr sluiten zich met hun vrienden aan bij het Continentaal Leger. Terwijl het leger zich terugtrekt van New York beseft generaal George Washington dat hij zonder hulp de oorlog niet kan winnen. Burr biedt zich aan, maar Washington is meer geïnteresseerd in Hamilton als zijn rechterhand. Hoewel deze aan de frontlinie wil vechten, besluit hij de unieke kans niet te laten liggen.
In 1780 gaan de heren naar het winterbal van Philip Schuyler, waarna Hamilton zijn aandacht op diens dochters richt. Eliza valt meteen voor de charmes van Hamilton en de twee trouwen niet veel later. Angelica voelt zich ook aangetrokken tot Hamilton, maar verbergt haar gevoelens om haar zus niet te kwetsen. Ondertussen onthult Burr dat hij een liefdesaffaire heeft met de echtgenote van een Britse officier. Hamilton spoort hem aan om tot actie over te gaan, maar Burr stelt voor om te wachten en uit te kijken naar wat het leven voor hem nog in petto heeft.
Hamilton vraagt Washington meermaals om hem de leiding te geven, maar het is uiteindelijk Charles Lee die gepromoveerd wordt. Een beslissing die slecht uitdraait tijdens de slag bij Monmouth, waar Lee een bevel van Washington negeert. Washington vervangt hem vervolgens door Lafayette, waarna Lee roddels over Washington begint te verspreiden, tot grote ergernis van Hamilton. Laurens daagt Lee vervolgens uit voor een duel. Lee raakt gewond, waardoor Laurens het duel wint. Washington is razend en stuurt Hamilton naar huis, waar hij te horen krijgt dat Eliza zwanger is.
Lafayette krijgt een belangrijkere rol tijdens de oorlog en overtuigt Frankrijk om mee te strijden met de Amerikanen. Met de steun van de Fransen maakt het Continentaal Leger snel progressie. Washington en Lafayette beseffen dat ze de oorlog kunnen winnen als ze de Britse marine bij Yorktown kunnen afscheiden, maar dan moeten ze wel de hulp inroepen van Hamilton. Aarzelend geeft Washington hem de promotie waar hij al lang op zat te wachten. Na een gevecht van enkele dagen wint het Continentaal Leger de strijd. De Britten geven zich over en koning George III vraagt zich af hoe ze hun land nu zullen regeren.
Kort na de revolutie wordt Hamiltons zoon Phillip geboren en krijgt Burr een dochter genaamd Theodosia. De twee mannen beelden zich in hoe ze een natie kunnen bouwen voor hun kinderen. Het vredig moment wordt onderbroken door het nieuws dat Laurens na het beëindigen van de oorlog is gestorven in een ruzie met enkele Britse soldaten.
Hamilton en Burr keren beide terug naar New York om hun studies af te maken en een carrière als advocaat na te streven. Burr is onder de indruk van Hamiltons werklust en raakt geïrriteerd door diens succes. Hamilton mag nadien als vertegenwoordiger deelnemen aan de Constitutional Convention en vraagt Burr om een reeks artikels te publiceren tot steun van de Amerikaanse Grondwet, maar die weigert dat. Hamilton neemt vervolgens James Madison en John Jay in dienst om de Federalist Papers te schrijven zonder Burr.
Angelica verhuist naar Engeland, terwijl Eliza zich afvraagt waarom ze zo weinig betrokken wordt in Hamiltons leven. De pas verkozen president Washington benoemt Hamilton tot minister van Financiën. Ondanks Eliza's protest aanvaardt hij de functie.

### Tweede Akte
In 1789 keert Thomas Jefferson van Frankrijk terug naar de Verenigde Staten. Washington vraagt hem om Secretary of State te worden en James Madison roept zijn hulp in om Hamiltons financiële plan tegen te houden. Madison is ervan overtuigd dat Hamilton te veel macht aan de regering wil geven. Jefferson en Hamilton debatteren tijdens een kabinetsvergadering. Wanneer de spanning oploopt, wordt Hamilton door Washington apart genomen. De president vraagt hem om een compromis te zoeken dat het Amerikaans Congres kan overtuigen.
Hamilton weigert om met Eliza naar het huis van haar vader te reizen omdat hij tijd nodig heeft om zijn financieel plan uit te werken. Vanuit Engeland raadt Angelica hem aan om Jefferson te overtuigen met zijn plan, zodat het Congres het plan zal goedkeuren. Nadien reist ze naar de Verenigde Staten om Eliza te vergezellen tijdens haar reis en vakantie, maar ze is teleurgesteld omdat Hamilton afwezig is.
Wanneer hij alleen is, krijgt Hamilton bezoek van Maria Reynolds, die beweert dat haar man haar mishandelt. Wanneer hij voorstelt om haar te helpen, beginnen ze een liefdesaffaire. Nadien wordt hij door haar echtgenoot James Reynolds gechanteerd. Hamilton is woedend op Maria, maar betaalt Reynolds en besluit de relatie met haar verder te zetten.
Hamilton past Burrs advies om "minder te praten en meer te glimlachen" toe om zijn plan goedgekeurd te krijgen. Hamilton heeft een gesprek met Jefferson en Madison en komt tot een compromis. Het plan wordt gesteund en in ruil verhuist de hoofdstad van New York naar Virginia. Burr is jaloers op de politieke macht van Hamilton.
Burr verslaat Eliza's vader Philip Schuyler in de strijd om een plekje in de Senaat. Hamilton beschuldigt Burr ervan te zijn overgelopen naar Jeffersons partij, enkel om de strijd tegen Hamiltons schoonvader te kunnen aangaan. Burr stelt echter dat hij een kans zag en greep. Hamilton gelooft hem niet en er ontstaat tweespalt.
Tijdens een andere kabinetsvergadering vragen Jefferson en Hamilton zich af of de Amerikanen de Fransen moeten steunen tijdens hun revolutie. Washington sluit zich uiteindelijk aan bij Hamiltons mening dat Amerika best neutraal kan blijven. Burr, Jefferson en Madison klagen na de vergadering dat Hamilton altijd de steun krijgt van Washington en bedenken een plan om zijn imago te besmeuren.
Washington kondigt aan dat hij zich niet meer verkiesbaar zal stellen en dat Jefferson president wil worden. In Engeland verneemt koning George III dat Washington zal aftreden en dat John Adams de nieuwe president wordt. De koning bereidt zich al voor op de val van Amerika onder Adams leiderschap.
Adams en Hamilton hebben een stevige woordenwisseling die leidt tot het einde van de Federalistische Partij. Ondertussen wordt Hamilton door Jefferson, Madison en Burr beschuldigd van verduistering en verraad. In werkelijkheid hebben ze zijn affaire met Maria Reynolds ontdekt. Hamilton vreest dat de waarheid aan het licht zal komen en smeekt hen om de affaire te verzwijgen. Desondanks schrijft hij de Reynolds-pamfletten, waarin hij de affaire openlijk toegeeft. Zijn persoonlijke reputatie is door de bekentenis naar de vaantjes. Uit moedeloosheid verbrandt Eliza haar correspondentie met Hamilton, waardoor toekomstige historici nooit te weten zullen komen hoe ze op de bekentenis gereageerd heeft.
Zijn zoon Phillip is inmiddels negentien jaar oud en wordt geprezen om zijn intelligentie, charmes en knap uiterlijk. Hij daagt een man genaamd George Eacker uit voor een duel omdat die Hamilton heeft beledigd. Hamilton raadt zijn zoon aan om in de lucht te schieten. Als Eaker een eerbare man is, zal hij het voorbeeld volgen. Eaker telt echter tot zeven en schiet Phillip neer. Hij wordt naar een dokter gebracht en sterft. Het gedeelde immense verdriet versterkt de verzoening tussen Hamilton en Eliza.
De Amerikaanse presidentsverkiezingen van 1800 zijn een spannende strijd tussen Jefferson en Burr. Die laatste wil de steun van Hamilton en zegt dat hij er alles aan doet om president te worden. Hamilton is opnieuw kwaad dat Burr voor persoonlijk gewin van politieke overtuiging is veranderd en besluit Jefferson te steunen. Jefferson wint de verkiezingen. Burr is razend en daagt Hamilton uit voor een gevecht. Op de ochtend van het duel vraagt Eliza aan Hamilton om nog wat langer in bed te blijven liggen. Hij vertrekt zonder te zeggen waarheen.
Burr en Hamilton reizen naar New Jersey voor het duel. Burr merkt dat Hamilton zijn bril draagt en concludeert dat Hamilton van plan is om hem dodelijk te raken. Hamilton richt zijn wapen naar de lucht, maar wordt zelf dodelijk geraakt.
Washington legt uit dat niemand kan bepalen "wie leeft, wie sterft of wie je verhaal vertelt". Eliza legt uit dat ze gedurende vijftig jaar alles geprobeerd heeft om de reputatie van haar man te beschermen, maar vreest dat het nog niet genoeg was. Nu ze zelf gestorven is, vraagt ze zich af wie hun verhaal zal vertellen.

## Rolverdeling
| Personage                               | Off-Broadway (2015)                 | Broadway (2015)                   |
| --------------------------------------- | ----------------------------------- | --------------------------------- |
| Alexander Hamilton                      | Lin-Manuel Miranda / Javier Muñoz   | Lin-Manuel Miranda / Javier Muñoz |
| Aaron Burr                              | Leslie Odom jr.                     | Leslie Odom jr.                   |
| Angelica Schuyler Church                | Renée Elise Goldsberry              | Renée Elise Goldsberry            |
| Eliza Schuyler Hamilton                 | Phillipa Soo                        | Phillipa Soo                      |
| George Washington                       | Christopher Jackson                 | Christopher Jackson               |
| Koning George III                       | Brian d'Arcy James / Jonathan Groff | Jonathan Groff                    |
| Maria Reynolds / Peggy Schuyler         | Jasmine Cephas Jones                | Jasmine Cephas Jones              |
| Thomas Jefferson / Marquis de Lafayette | Daveed Diggs                        | Daveed Diggs                      |
| James Madison / Hercules Mulligan       | Okieriete Onaodowan                 | Okieriete Onaodowan               |
| John Laurens / Philip Hamilton          | Anthony Ramos                       | Anthony Ramos                     |
| Samuel Seabury                          | Thayne Jasperson                    | Thayne Jasperson                  |

## Musicalnummers
Eerste bedrijf
- "Alexander Hamilton" – Volledige gezelschap (behalve koning George III)
- "Aaron Burr, Sir" – Hamilton, Burr, Laurens, Lafayette, Mulligan
- "My Shot" – Hamilton, Burr, Laurens, Lafayette, Mulligan
- "The Story of Tonight" – Hamilton, Laurens, Lafayette, Mulligan
- "The Schuyler Sisters" – Angelica, Eliza, Peggy, Burr
- "Farmer Refuted" – Samuel Seabury, Hamilton , Burr, Mulligan
- "You'll Be Back" – koning George III
- "Right Hand Man" – Washington, Hamilton, Burr
- "A Winter's Ball" – Burr, Hamilton
- "Helpless" – Eliza, Hamilton
- "Satisfied" – Angelica, Hamilton
- "The Story of Tonight" (Reprise) – Hamilton, Burr, Laurens, Lafayette, Mulligan
- "Wait For It" – Burr
- "Stay Alive" – Hamilton, Washington, Charles Lee, Laurens
- "Ten Duel Commandments" – Laurens, Hamilton, Lee, Burr
- "Meet Me Inside" – Washington, Hamilton
- "That Would Be Enough" – Eliza, Hamilton
- "Guns and Ships" – Burr, Lafayette, Washington
- "History Has Its Eyes on You" – Washington
- "Yorktown (The World Turned Upside Down)" – Hamilton, Lafayette, Laurens, Mulligan
- "What Comes Next?" – koning George III
- "Dear Theodosia" – Burr, Hamilton
- "Non-Stop" – Burr, Hamilton, Washington, Eliza, Angelica

Tweede bedrijf
- "What'd I Miss" – Burr, Jefferson, Madison
- "Cabinet Battle #1" – Washington, Jefferson, Hamilton, Madison
- "Take a Break" – Eliza, Phillip, Hamilton, Angelica
- "Say No to This" – Burr, Hamilton, Maria, James Reynolds
- "The Room Where It Happens" – Burr, Hamilton, Jefferson, Madison
- "Schuyler Defeated" – Phillip, Eliza, Hamilton, Burr
- "Cabinet Battle #2" – Washington, Jefferson, Hamilton, Madison
- "Washington on Your Side" – Burr, Jefferson, Madison
- "One Last Time" – Washington, Hamilton
- "I Know Him" – koning George III
- "The Adams Administration" – Burr, Hamilton, Jefferson, Madison
- "We Know" – Burr, Hamilton, Jefferson, Madison
- "Hurricane" – Hamilton
- "The Reynolds Pamphlet" – Volledige gezelschap
- "Burn" – Eliza
- "Blow Us All Away" – Phillip, George Eacker, Hamilton
- "Stay Alive" (Reprise) – Phillip, Hamilton, Eliza, dokter
- "It's Quiet Uptown" – Angelica, Hamilton, Eliza
- "The Election of 1800" – Jefferson, Madison, Burr, Hamilton
- "Your Obedient Servant" – Burr, Hamilton
- "Best of Wives and Best of Women" – Eliza, Hamilton
- "The World Was Wide Enough" – Burr, Hamilton
- "Who Lives, Who Dies, Who Tells Your Story" – Eliza, volledige gezelschap

## Opname en hitnoteringen
Een opname van de musicalnummers, gezongen door de oorspronkelijke Broadway-cast, werd op 21 september 2015 uitgezonden op National Public Radio (NPR). Op 25 september 2015 werden de nummers door Atlantic Records digitaal beschikbaar gemaakt en op 16 oktober 2015 werd het album ook op cd uitgebracht.
Het album werd door het tijdschrift Billboard op de tweede plaats gezet in de top 25 met beste albums van 2015. Het magazine Rolling Stone plaatste het album op de achtste plek in zijn overzicht van de 50 beste albums van 2015. Daarnaast bereikte het album ook de eerste plaats in Billboards hitparade voor rapalbums.
In februari 2016 won het cast-album de Grammy Award voor beste musical-opname. Twee maanden later werd de musical ook bekroond met de Pulitzerprijs in de categorie literatuur (drama).